# Posticopora luteopunctata
Posticopora luteopunctata är en plattmaskart som först beskrevs av Ehlers och Doerjes 1979.  Posticopora luteopunctata ingår i släktet Posticopora och familjen Otocelididae. Inga underarter finns listade i Catalogue of Life.